# Blephariceridae
Famille
Synonymes
- famille Ablepharoceridae Loew, 1877[1]
- famille Astenidae Bigot, 1862[1]
- famille Astheniidae Van Brueggen, 1960[1]
- famille Blephariceratidae Rohdendorf, 1951[1]
- famille Blepharicidae Walker, 1874[1]
- famille Blepharoceratidae Brues & Melander, 1932[1]
- famille Blepharoceridae Brauer, 1869[1]
- sous-famille Aspistomyinae Kitakami, 1950[1]

Blephariceridae est une famille d'insectes diptères du sous-ordre des nématocères.

## Liste de genres
Selon BioLib (17 janvier 2020) :
- genre Agathon Röder, 1890
- genre Apistomyia Bigot, 1862
- genre Aposonalco Hogue, 1992
- genre Asioreas Brodsky, 1972
- genre Austrocurupira Dumbleton, 1963
- genre Bibiocephala Osten Sacken, 1874
- genre Blephadejura Lukashevich, Huang & Lin, 2006 †
- genre Blepharicera Macquart, 1843
- genre Blepharoptera Agassiz, 1846
- genre Brianina Zhang & Lukashevich, 2007 †
- genre Curupirina Stuckenberg, 1970
- genre Dioptopsis Enderlein, 1937
- genre Edwardsina Alexander, 1920
- genre Elporia Edwards, 1915
- genre Hammatorrhina Loew, 1869
- genre Hapalothrix Loew, 1876
- genre Horaia Tonnoir, 1930
- genre Kelloggina Williston, 1907
- genre Limonicola Lutz, 1928
- genre Liponeura Loew, 1844
- genre Megathon Lukashevich & Scherbakov, 1997 †
- genre Neocurupira Lamb, 1913
- genre Neohapalothrix Kitakami, 1938
- genre Nesocurupira Stuckenberg, 1970
- genre Nothohoraia Craig, 1969
- genre Paltostoma Schiner, 1866
- genre Paltostomopsis Cockerell, 1915 †
- genre Parapistomyia Zwick, 1977
- genre Paulianina Alexander, 1952
- genre Peritheates Lamb, 1913
- genre Philorites Cockerell, 1908 †
- genre Philorus Kellogg, 1903
- genre Theischingeria Zwick, 1999
- genre Tianschanella Brodsky, 1930